# Mistrzostwa Polski w Saneczkarstwie 2014
Mistrzostwa Polski w Saneczkarstwie 2014 odbyły się na torze lodowym w Siguldzie na Łotwie w dniach 5–6 grudnia 2014. Zawodnicy rywalizowali w czterech konkurencjach: jedynkach kobiet i mężczyzn, w dwójkach mężczyzn oraz w zawodach drużynowych.
W jedynkach kobiet zwyciężyła Natalia Wojtuściszyn, a wśród mężczyzn najlepszy okazał się Maciej Kurowski.

## Wyniki

### Jedynki kobiet
| Miejsce | Zawodnik             | Klub                            | 1. zjazd | 2. zjazd | Czas     | Strata |
| ------- | -------------------- | ------------------------------- | -------- | -------- | -------- | ------ |
| 1.      | Natalia Wojtuściszyn | UKS Nowiny Wielkie              | 39,827   | 40,828   | 1:20,109 | –      |
| 2.      | Ewa Kuls             | UKS Nowiny Wielkie              | 40,200   | 40,461   | 1:20,661 |        |
| 3.      | Dagmara Bednarczyk   | KS BESKIDY Bielsko-Biała        | 41,750   | 41,706   | 1:23,456 |        |
| 4.      | Klaudia Grzybek      | MKS Karkonosze Jelenia Góra/SMS | 41,808   | 41,900   | 1:23,708 |        |
| 5.      | Karolina Honkisz     | KSS Beskidy Bielsko-Biała       | 41,731   | 42,019   | 1:23,750 |        |
| 6.      | Paula Kruk           | AZS AWF Katowice                | 44,239   | 42,983   | 1:27,222 |        |
| 7.      | Natalia Biesiadzka   | MKS Karkonosze Jelenia Góra     | dnf      |          |          |        |
| 8.      | Weronika Kościelniak | KS „Śnieżka” Karpacz/SMS        | 42,002   | dnf      |          |        |

### Jedynki mężczyzn
| Miejsce | Zawodnik             | Klub                     | 1. zjazd | 2. zjazd | Czas     | Strata |
| ------- | -------------------- | ------------------------ | -------- | -------- | -------- | ------ |
| 1.      | Maciej Kurowski      | AZS AWF Katowice         | 42,609   | 42,651   | 1:25,260 | –      |
| 2.      | Wojciech Chmielewski | Karkonosze Jelenia Góra  | 43,205   | 43,463   | 1:26,668 |        |
| 3.      | Karol Mikrut         | AZS AWF Katowice         | 43,684   | 43,574   | 1:27,158 |        |
| 4.      | Adam Walenista       | KS „Śnieżka” Karpacz     | 43,813   | 44,259   | 1:28,027 |        |
| 5.      | Artur Gędzius        | KS „Śnieżka” Karpacz     | 43,770   | 45,303   | 1:29,073 |        |
| 6.      | Mateusz Żakowicz     | ULKS „Łoś” Gołdap        | 45,258   | 45,117   | 1:30,375 |        |
| 7.      | Janusz Łątka         | UKS „Tajfun” Nowy Sącz   | 45,035   | 45,374   | 1:30,409 |        |
| 8.      | Mateusz Sochowicz    | KS Śnieżka Karpacz/SMS   | 45,418   | 46,008   | 1:31,426 |        |
| 9.      | Artur Grudziński     | UKS Nowiny Wielkie       | 43,827   | 47,651   | 1:31,478 |        |
| 10.     | Damian Chamielec     | AZS AWF Katowice         | 45,626   | 45,873   | 1:31,499 |        |
| 11.     | Kamil Gumulak        | UKS „Tajfun” Nowy Sącz   | 46,306   | 45,510   | 1:31,816 |        |
| 12.     | Tymoteusz Nieradka   | KS „Śnieżka” Karpacz/SMS | 44,816   | 47,074   | 1:31,890 |        |
| 13.     | Kamil Rucki          | UKS Nowiny Wielkie       | 45,864   | 46,857   | 1:32,721 |        |
| 14.     | Patryk Ziarno        | UKS „Tajfun” Nowy Sącz   | 46,746   | 46,740   | 1:33,486 |        |
| 15.     | Tomasz Sieniuta      | KS „Śnieżka” Karpacz/SMS | 50,230   | 48,395   | 1:38,625 |        |
| 16.     | Maciej Kapciak       | UKS Nowiny Wielkie       | 55,909   | 46,130   | 1:42,039 |        |

### Dwójki mężczyzn
| Miejsce | Zawodnik                                | Klub                                           | 1. zjazd | 2. zjazd | Czas     | Strata |
| ------- | --------------------------------------- | ---------------------------------------------- | -------- | -------- | -------- | ------ |
| 1.      | Artur Grudziński / Jakub Kowalewski     | KS „Śnieżka” Karpacz                           | 39,956   | 40,216   | 1:20,172 | –      |
| 2.      | Wojciech Chmielewski / Mateusz Żakowicz | MKS Karkonosze Jelenia Góra/ ULKS „Łoś” Gołdap | 41,869   | 40,941   | 1:22,810 |        |
| 3.      | Patryk Poręba / Karol Mikrut            | AZS AWF Katowice                               | 41,358   | 41,463   | 1:22,821 |        |
| 4.      | Kamil Gumulak / Patryk Ziarno           | UKS „Tajfun” Nowy Sącz                         | 41,912   | 46,030   | 1:27,942 |        |
| 5.      | Artur Petyniak / Adam Wanielista        | KS Śnieżka Karpacz                             | 41,643   | 50,822   | 1:32,465 |        |
| 6.      | Artur Grudziński / Kamil Rucki          | UKS Nowiny Wielkie                             | 46,510   | dns      |          |        |

### Drużynowo
| Lokata | Klub                                             | Zawodnik                                | 1. zjazd | Łączny czas | Strata |
| ------ | ------------------------------------------------ | --------------------------------------- | -------- | ----------- | ------ |
| 1.     | KS Śnieżka Karpacz                               | Artur Gędzius                           | 43,770   | 2:05,728    | –      |
| 1.     | KS Śnieżka Karpacz                               | Weronika Kościelniak                    | 42,002   | 2:05,728    | –      |
| 1.     | KS Śnieżka Karpacz                               | Artur Gędzius / Jakub Kowalewski        | 39,956   | 2:05,728    | –      |
| 2.     | UKS „Tajfun” Nowy Sącz / UKS Nowiny Wielkie      | Janusz Łątka                            | 45,035   | 2:06,774    | ?      |
| 2.     | UKS „Tajfun” Nowy Sącz / UKS Nowiny Wielkie      | Natalia Wojtuściszyn                    | 39,827   | 2:06,774    | ?      |
| 2.     | UKS „Tajfun” Nowy Sącz / UKS Nowiny Wielkie      | Kamil Gumulak / Patryk Ziarno           | 41,912   | 2:06,774    | ?      |
| 3.     | KS Śnieżka Karpacz / MKS Karkonosze Jelenia Góra | Adam Wanielista                         | 43,813   | 2:07,267    | ?      |
| 3.     | KS Śnieżka Karpacz / MKS Karkonosze Jelenia Góra | Klaudia Grzybek                         | 41,808   | 2:07,267    | ?      |
| 3.     | KS Śnieżka Karpacz / MKS Karkonosze Jelenia Góra | Artur Petyniak / Adam Wanielista        | 41,646   | 2:07,267    | ?      |
| 4.     | AZS AWF Katowice                                 | Maciej Kurowski                         | 42,609   | 2:08,206    | ?      |
| 4.     | AZS AWF Katowice                                 | Paula Kruk                              | 44,239   | 2:08,206    | ?      |
| 4.     | AZS AWF Katowice                                 | Patryk Poręba / Karol Mikrut            | 41,358   | 2:08,206    | ?      |
| 5.     | UKS Nowiny Wielkie                               | Artur Grudziński                        | 43,827   | 2:10.537    | ?      |
| 5.     | UKS Nowiny Wielkie                               | Ewa Kuls                                | 40,200   | 2:10.537    | ?      |
| 5.     | UKS Nowiny Wielkie                               | Artur Grudziński / Kamil Rucki          | 46,510   | 2:10.537    | ?      |
| 6.     | MKS Karkonosze Jelenia Góra / ULKS Łoś Gołdap    | Wojciech Chmielewski                    | 43,205   | dnf         | –      |
| 6.     | MKS Karkonosze Jelenia Góra / ULKS Łoś Gołdap    | Natalia Biesiadzka                      | dnf      | dnf         | –      |
| 6.     | MKS Karkonosze Jelenia Góra / ULKS Łoś Gołdap    | Wojciech Chmielewski / Mateusz Żakowicz | 41,869   | dnf         | –      |